# 文化学园大学
文化学园大学（日語：文化学園大学），是一所位于日本东京涩谷区的私立大学。1964年设立。学校由学校法人文化学园运营，与文化服装学院同属一学校法人。学校设有服装、造型与现代文化三个学部，以及文化学园大学短期大学部。
学校只设有一个校区，位于涩谷区代代木3-22-1。大学提供设计类专业的本科、硕博课程，设有时尚研究中心。

## 历史
- 1919年 並木伊三郎在东京青山开设裁缝学校
- 1922年 开设文化裁缝学院
- 1936年 原学校更名为文化服装学院
- 1950年 开设文化女子短期大学
- 1964年 开设文化女子大学，文化女子短期大学变更为文化女子大学短期大学部
- 1972年 开设文化女子大学大学院
- 2008年 设立留学生别科
- 2011年 学校更名为文化学园大学·文化学园大学短期大学部
- 2012年 男女共学开始[4]

## 國際交流
- 美国：
  - 流行設計學院（英语：Fashion Institute of Technology）
  - 新學院
  - 貝爾維尤學院（英语：Bellevue College）
  - 夏威夷大學西瓦胡分校（英语：University of Hawaii–West Oahu）
- ：
  - 德成女子大學
  - 啟明大學
  - 梨花女子大學
  - 青江文化產業大學（朝鲜语：청강문화산업대학교）
  - 硏成大學（朝鲜语：연성대학교）
  - 龍仁松潭大學（朝鲜语：용인송담대학교）
- 臺灣：
  - 國立屏東科技大學
  - 實踐大學
  - 樹德科技大學
  - 嶺東科技大學
  - 台南應用科技大學
- 中国大陆：
  - 北京服裝學院
  - 東華大學
  - 武漢紡織大學
- 英国：
  - 諾丁漢特倫特大學
  - 倫敦藝術大學（6個學院）
  - 伯恩茅斯藝術大學
  - 創作藝術大學
  - 曼徹斯特都會大學
- 德国：
  - 维尔茨堡-施韦因富特科技大學（應用科學大學）
- 瑞士：
  - 日內瓦藝術與設計大學（日语：ジュネーヴ造形芸術大学）
- 比利时：
  - 比利時國立建築視覺藝術大學（英语：La Cambre）
- 義大利：
  - 義大利設計碩士學院（英语：Domus Academy）
  - 馬蘭戈尼學院

## 交通
新宿車站
- JR東日本：山手線、埼京線、湘南新宿線、中央線快速、中央·總武緩行線
- 京王電鐵：京王線、京王新線
- 小田急電鐵：小田原線
- 東京地下鐵：丸之內線
- 都營地下鐵：新宿線、大江戶線

西武新宿車站
- 西武鐵道：新宿線

南新宿站
- 小田急電鐵：小田原線

## 相册

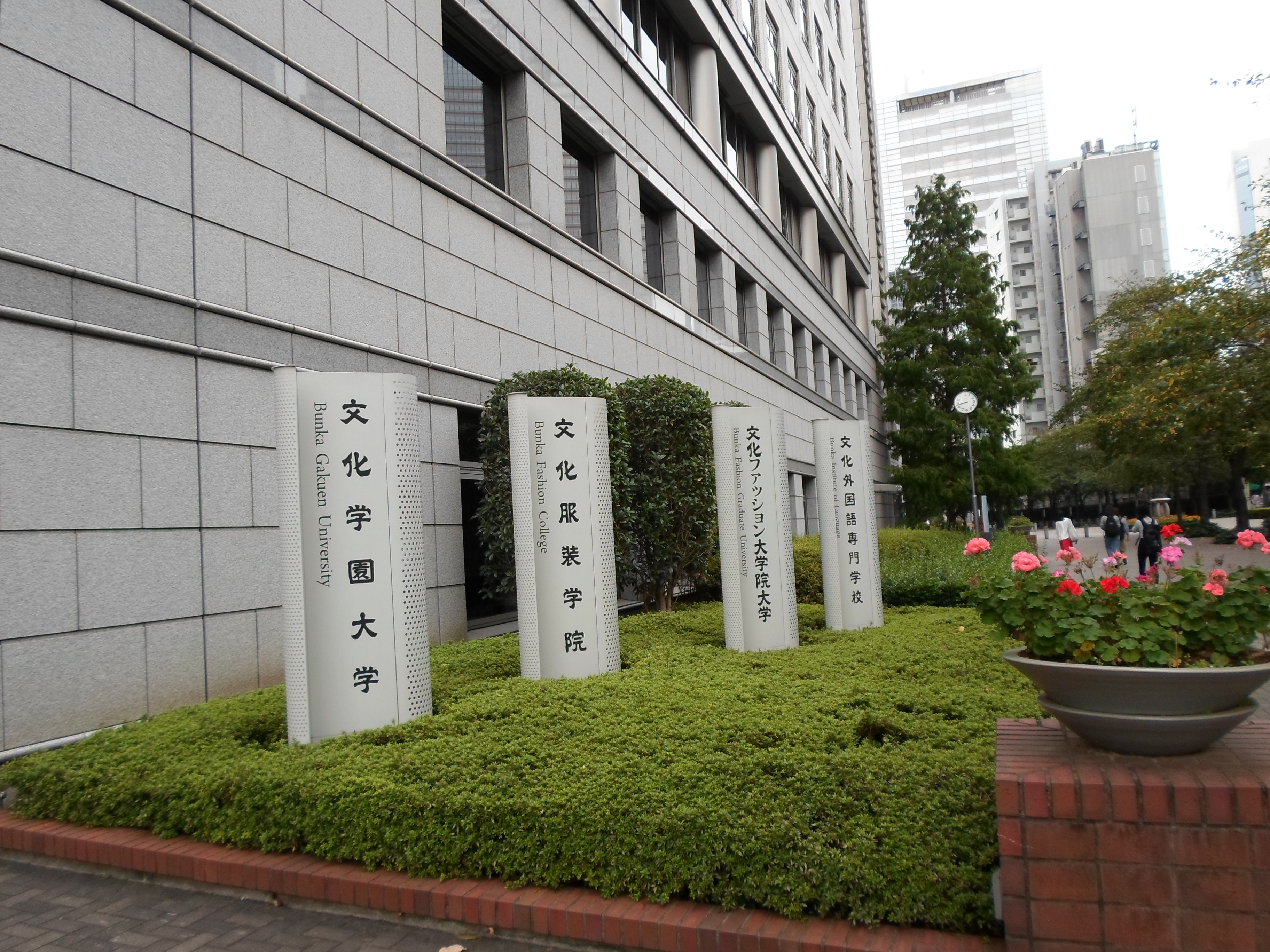
同校园内四所学校的标识
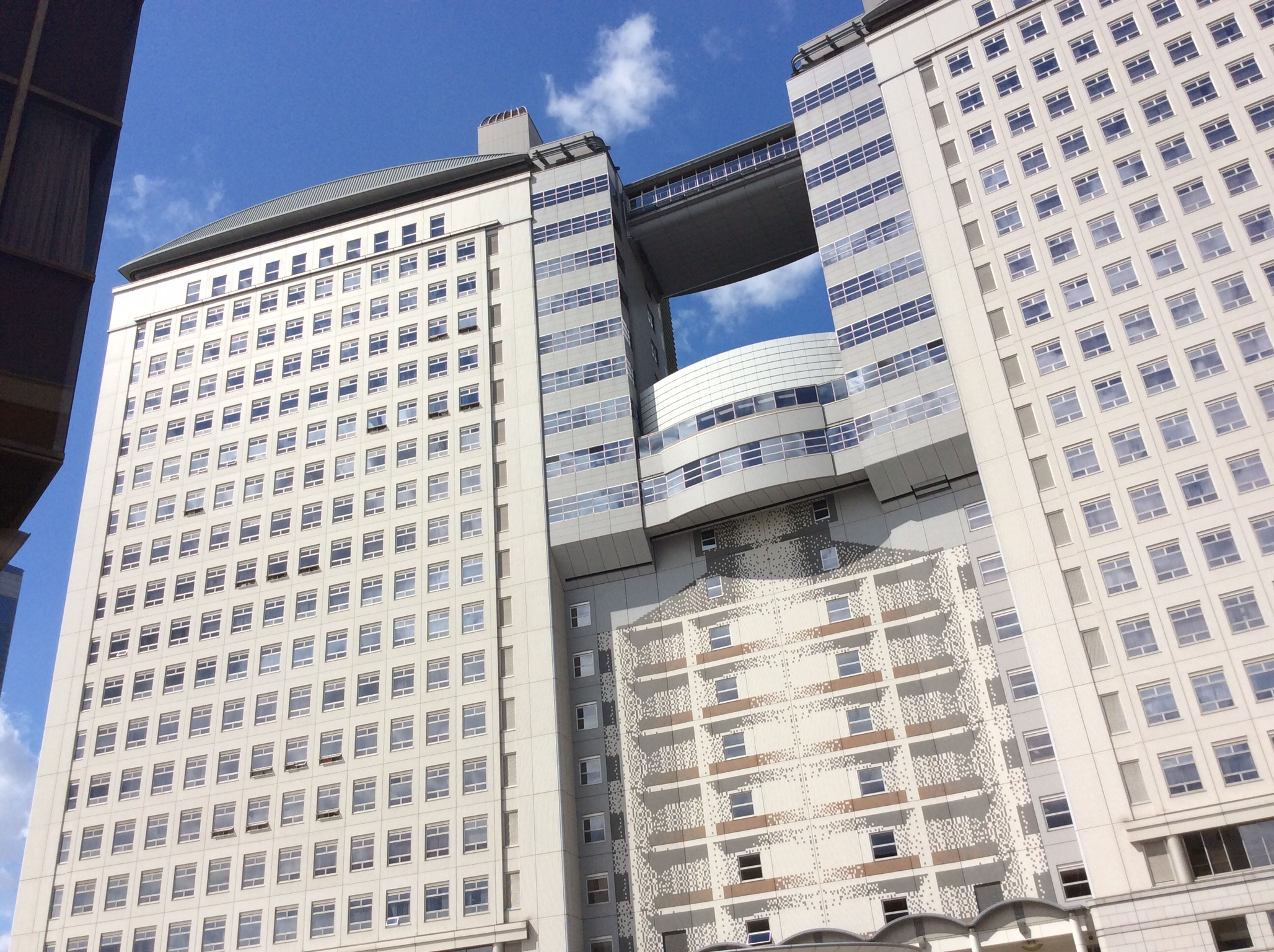
A、B、C馆
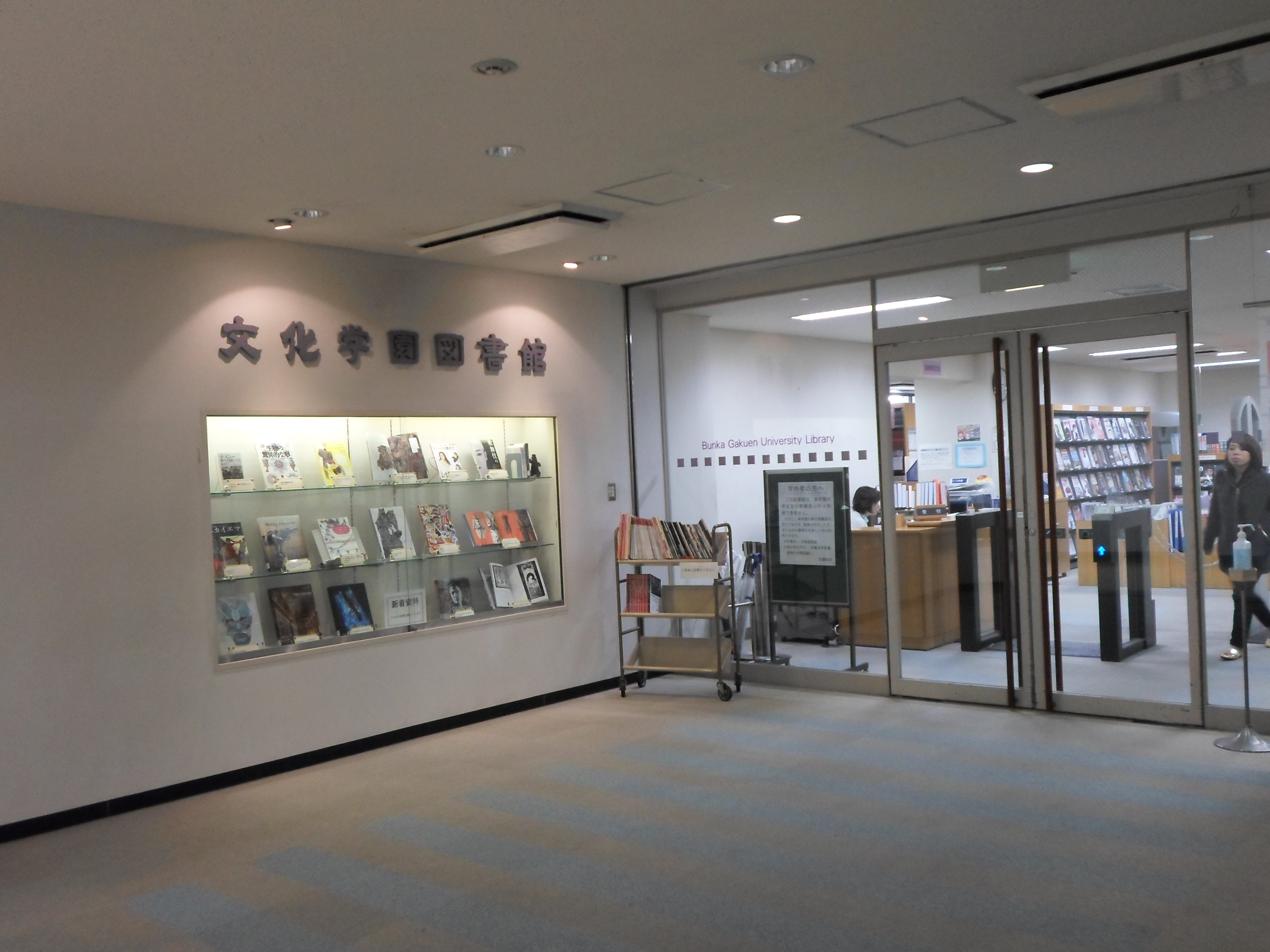
图书馆
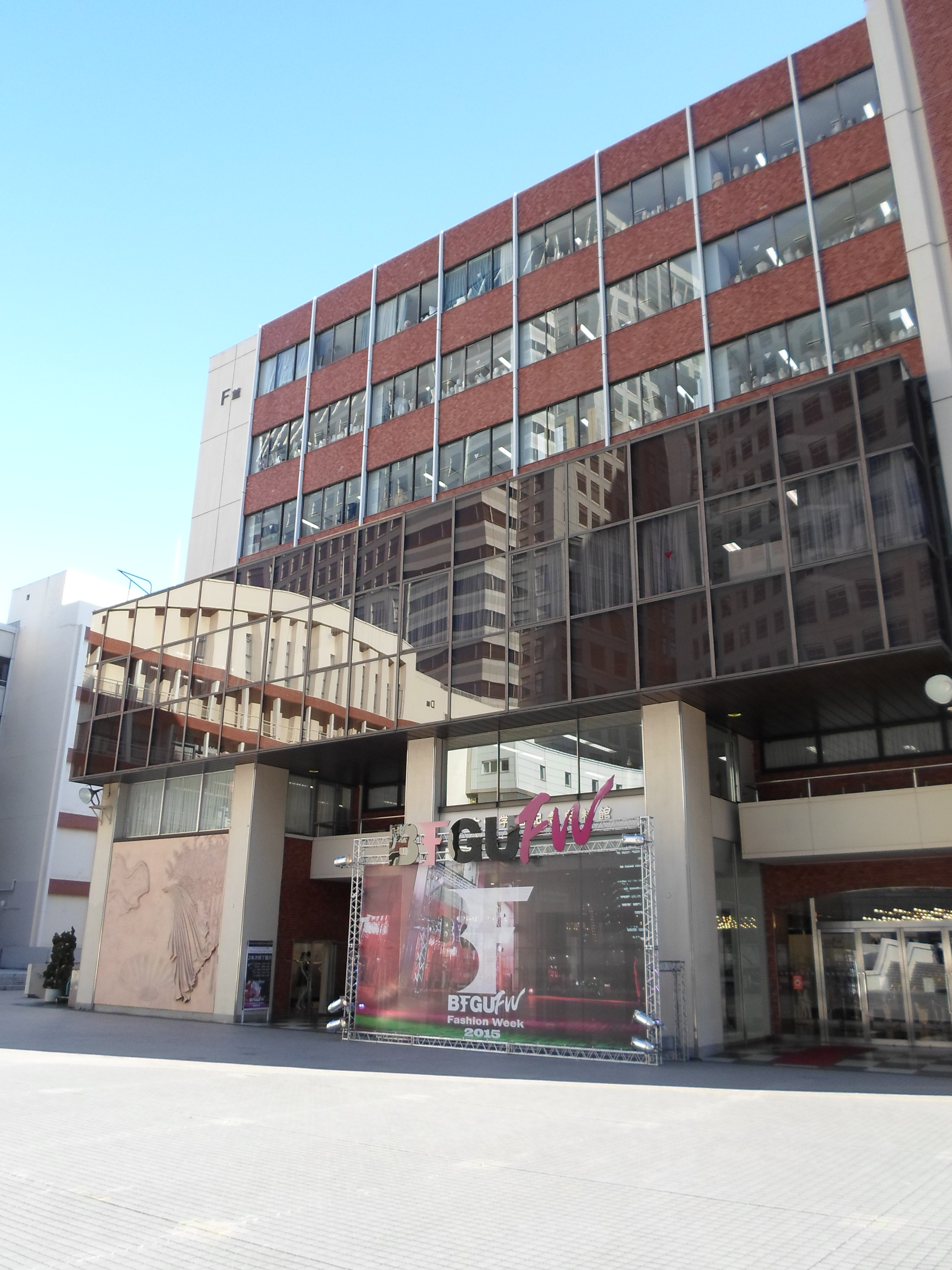
远藤纪念馆
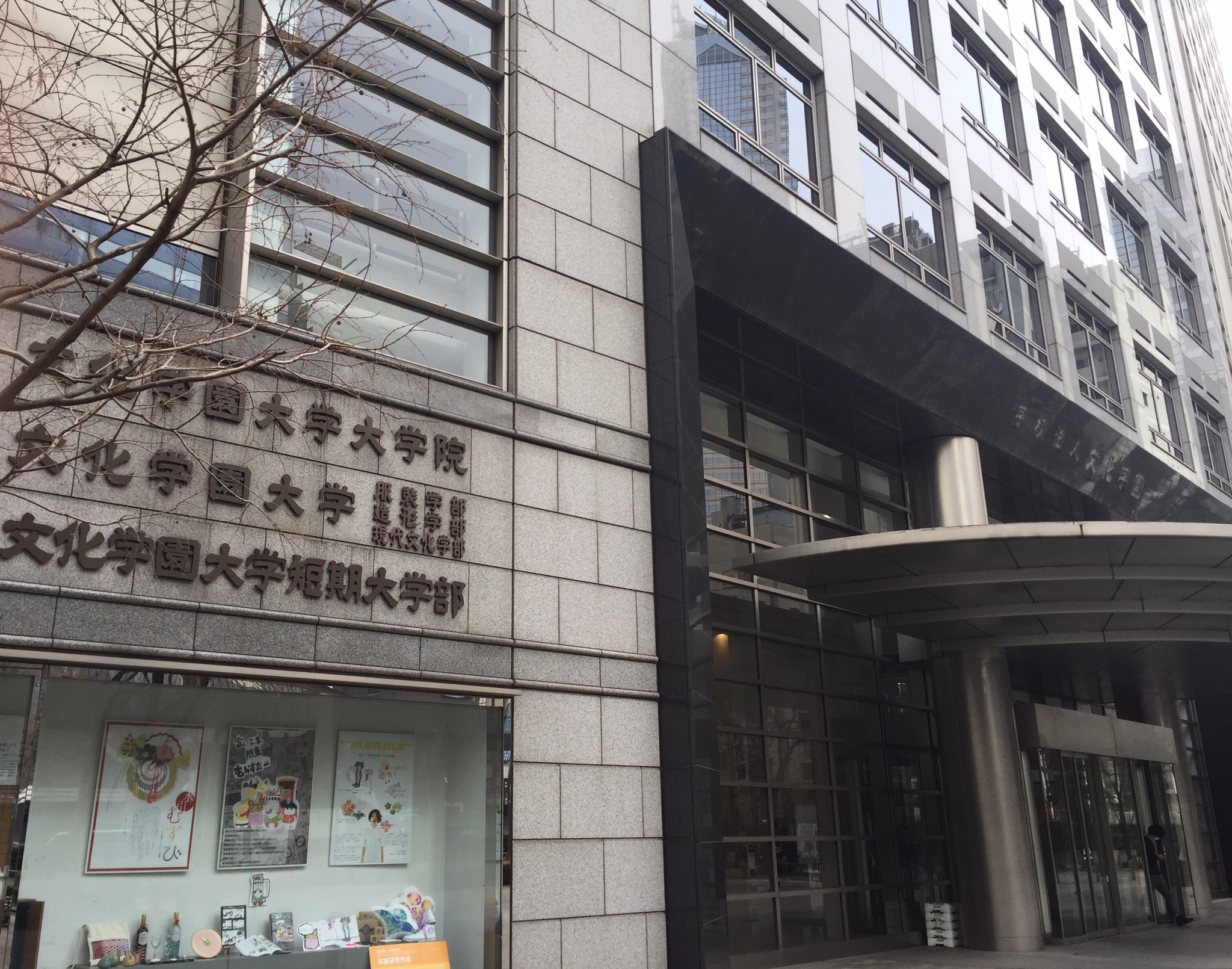
正门前
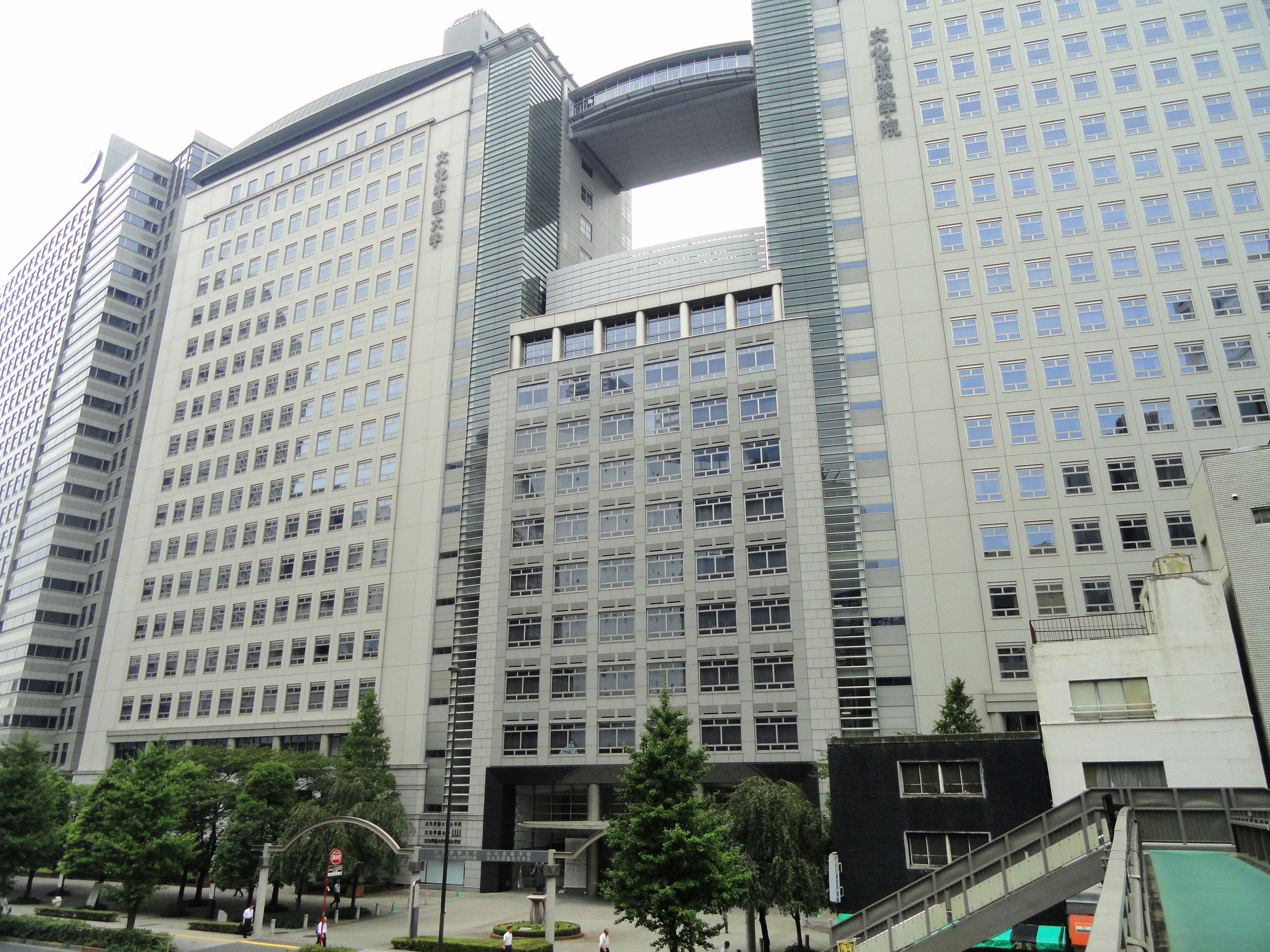
沿街外观
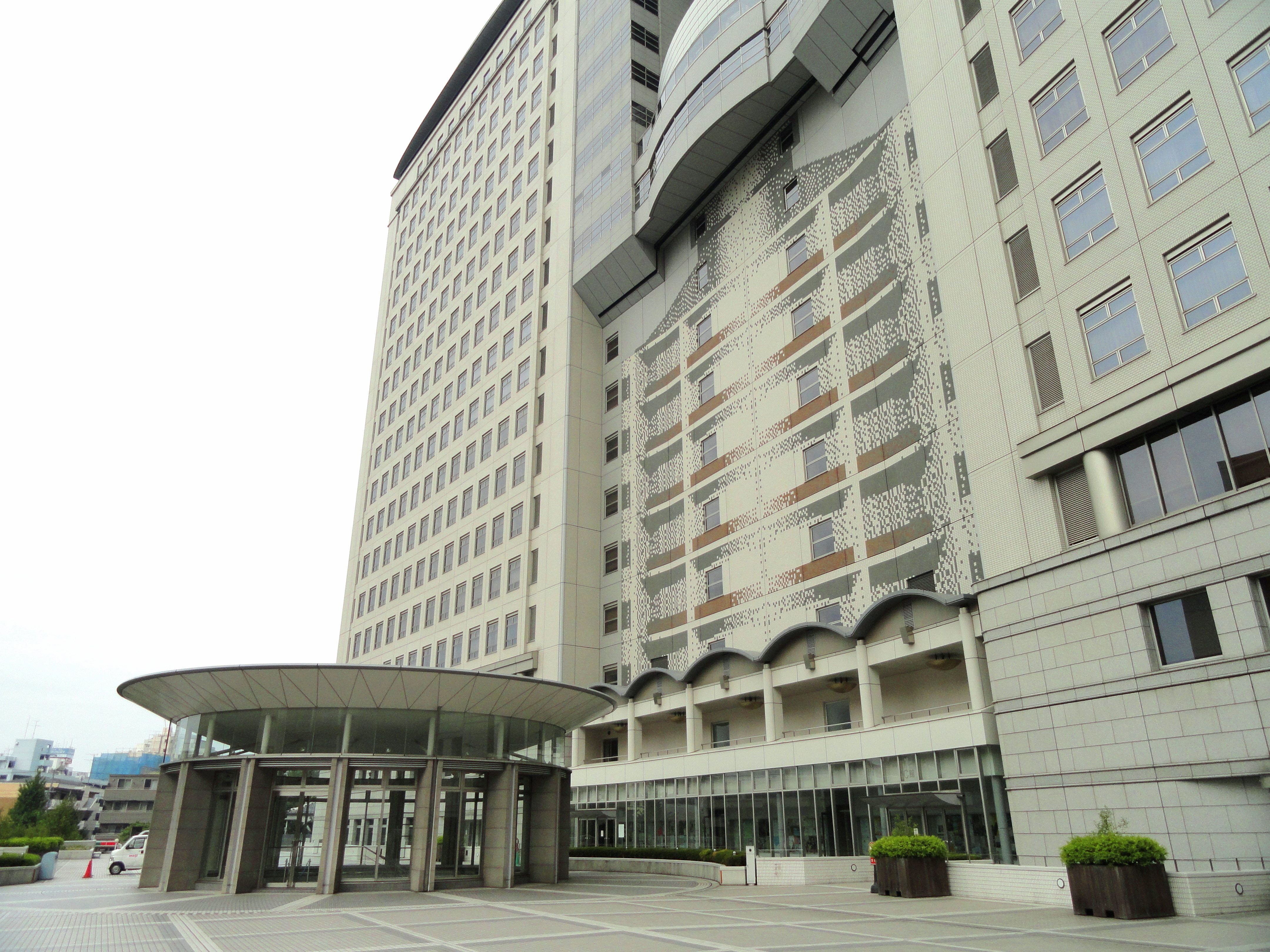
中庭
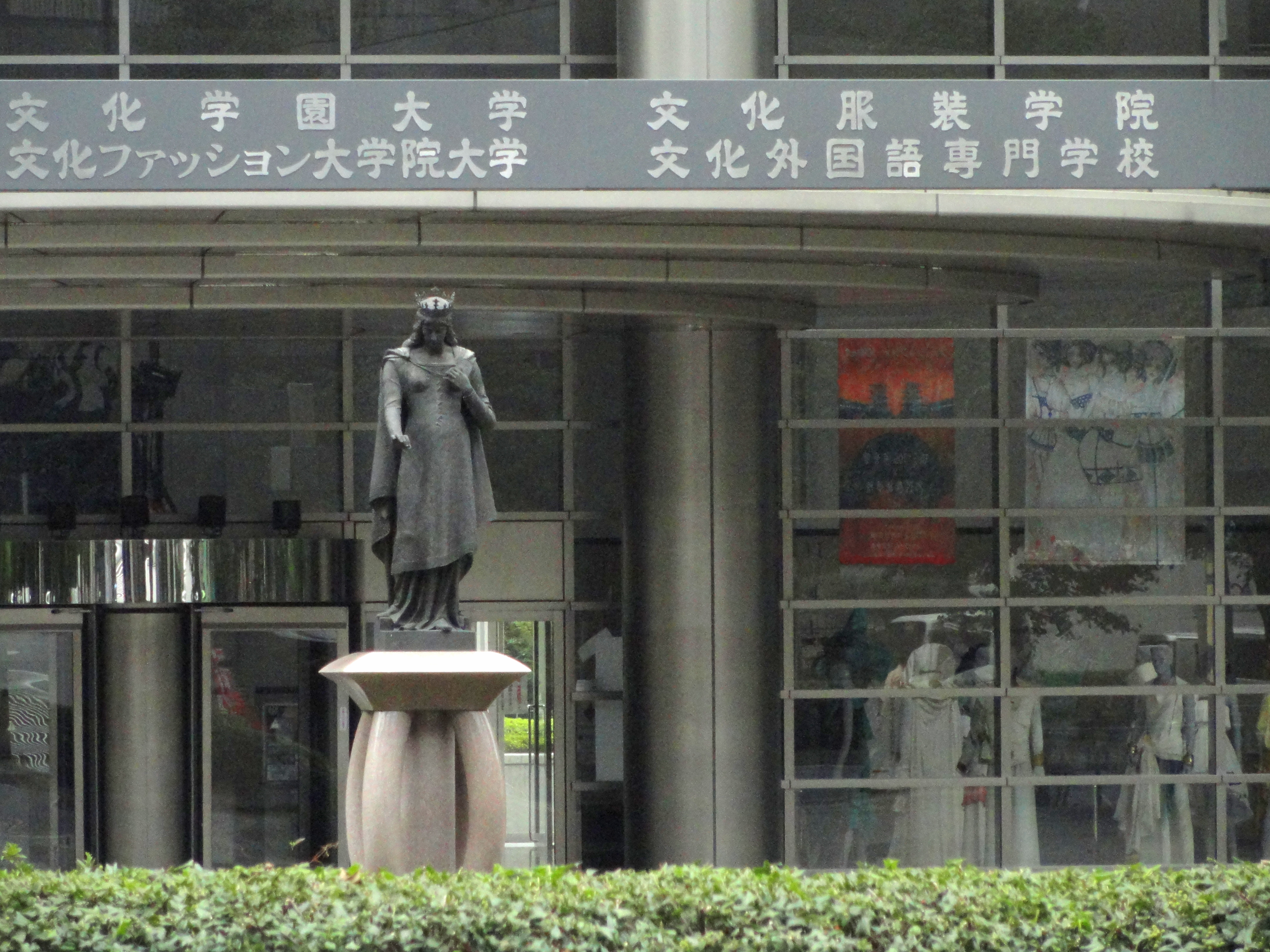
正门

## 相关学校
- 文化服装学院
- 文化时尚大学院大学
- 文化学园大学短期大学部
- 文化外国语专门学校
- 附属学校
  - 文化学園大学杉並中学校・高等学校
  - 文化学園長野中学校・高等学校
  - 文化学園長野専門学校
  - 文化学園大学附属すみれ幼稚園
  - 文化学園大学附属幼稚園

## 相关链接
- 官方网站 （页面存档备份，存于）（日語）（英文）（简体中文）